# Torneo del Interior A 2024
El Torneo del Interior A 2024 fue la XXI edición de la competencia de clubes del interior más importante de rugby en Argentina.
Lawn Tennis se consagró campeón al vencer a Jockey Club Córdoba, en Córdoba por 30 a 24. De este modo disputara la final del Torneo Nacional de Clubes 2024

## Forma de disputa
El torneo contó con dos zonas de 8 equipos. Se jugó todos contra todos a una sola rueda, dónde el primero de cada zona pasó directamente a semifinales, mientras que el segundo y tercero de cada zona jugaron playoffs en forma cruzada (2° zona 1 vs 3° zona 2 y 2° zona 2 vs 3° zona 1) para acceder a semifinales.

## Equipos
| Torneo  | Equipo                 | Ciudad                | Estadio | Capacidad |
| ------- | ---------------------- | --------------------- | ------- | --------- |
| Córdoba | Córdoba Athletic       | Ciudad de Córdoba     |         |           |
| Córdoba | Jockey Club Córdoba    | Ciudad de Córdoba     |         |           |
| Córdoba | Urú Curé               | Río Cuarto            |         |           |
| Córdoba | Tala Rugby Club        | Ciudad de Córdoba     |         |           |
| Córdoba | Universitario          | Ciudad de Córdoba     |         |           |
| TRL     | Jockey Club de Rosario | Rosario               |         |           |
| TRL     | CRAI                   | Santa Fe              |         |           |
| TRL     | Santa Fe Rugby Club    | Santa Fe              |         |           |
| TRL     | GER                    | Rosario               |         |           |
| TRL     | Duendes                | Rosario               |         |           |
| NOA     | Lawn Tennis            | San Miguel de Tucumán |         |           |
| NOA     | Tucumán Rugby          | Yerba Buena           |         |           |
| NOA     | Los Tarcos             | San Miguel de Tucumán |         |           |
| CUYO    | Marista Rugby Club     | Luján de Cuyo         |         |           |
| CUYO    | Los Tordos Rugby Club  | Guaymallén            |         |           |
| NEA     | CURNE                  | Resistencia           |         |           |

### Distribución geográfica de los equipos
| Jurisdicción          | Cant. | Equipos                                                          |
| --------------------- | ----- | ---------------------------------------------------------------- |
| Provincia de Córdoba  | 5     | Córdoba Athletic, Jockey Club, Tala, Urú Curé y Universitario    |
| Provincia de Tucumán  | 3     | Lawn Tennis, Los Tarcos y Tucumán Rugby                          |
| Provincia de Santa Fe | 5     | CRAI, Jockey Club de Rosario, Santa Fe Rugby Club, Duendes y GER |
| Provincia de Mendoza  | 2     | Marista Rugby Club y Los Tordos Rugby Club                       |
| Provincia de Chaco    | 1     | CURNE                                                            |

## Fase de grupos[7]

### Zona 1
| Equipos           | Encuentros | Encuentros | Encuentros | Encuentros | Pts. Bonus | Pts. Bonus | Puntos |
| Equipos           | PJ         | PG         | PE         | PP         | OF         | DF         | Puntos |
| ----------------- | ---------- | ---------- | ---------- | ---------- | ---------- | ---------- | ------ |
| Lawn Tennis       | 7          | 7          | 0          | 0          | 4          | 0          | 32     |
| Jockey de Rosario | 7          | 5          | 0          | 2          | 1          | 1          | 22     |
| Tala              | 7          | 4          | 0          | 3          | 3          | 1          | 20     |
| Los Tordos        | 7          | 4          | 0          | 3          | 1          | 1          | 18     |
| GER               | 7          | 3          | 0          | 4          | 1          | 2          | 15     |
| CRAI              | 7          | 3          | 0          | 4          | 0          | 0          | 12     |
| Los Tarcos        | 7          | 1          | 0          | 6          | 0          | 2          | 6      |
| Urú Curé          | 7          | 1          | 0          | 6          | 0          | 2          | 6      |
|  | Clasificados a Semifinales. |

|  | Clasificados a Cuartos de final. |

|  | Reclasificacion TDI A-B 2025. |

### Resultados Zona 1
| Fecha 1 (31/8/24) | Fecha 1 (31/8/24) | Fecha 1 (31/8/24) |
| Local             | Resultado         | Visitante         |
| ----------------- | ----------------- | ----------------- |
| Lawn Tennis       | 58 - 31           | Los Tarcos        |
| Jockey de Rosario | 32 - 12           | Los Tordos        |
| CRAI              | 33 - 15           | Urú Curé          |
| Tala              | 29 - 7            | GER               |

| Fecha 2 (7/9/24) | Fecha 2 (7/9/24) | Fecha 2 (7/9/24)  |
| Local            | Resultado        | Visitante         |
| ---------------- | ---------------- | ----------------- |
| Los Tarcos       | 27 - 26          | GER               |
| Urú Curé         | 27 - 36          | Tala              |
| Los Tordos       | 55 - 25          | CRAI              |
| Lawn Tennis      | 49 - 15          | Jockey de Rosario |

| Fecha 3 (14/9/24) | Fecha 3 (14/9/24) | Fecha 3 (14/9/24) |
| Local             | Resultado         | Visitante         |
| ----------------- | ----------------- | ----------------- |
| Jockey de Rosario | 45 - 27           | Los Tarcos        |
| CRAI              | 15 - 34           | Lawn Tennis       |
| Tala              | 22 - 28           | Los Tordos        |
| GER               | 48 - 24           | Urú Curé          |

| Fecha 4 (21/9/24) | Fecha 4 (21/9/24) | Fecha 4 (21/9/24) |
| Local             | Resultado         | Visitante         |
| ----------------- | ----------------- | ----------------- |
| Los Tarcos        | 24 - 27           | Urú Curé          |
| Los Tordos        | 24 - 36           | GER               |
| Lawn Tennis       | 45 - 23           | Tala              |
| Jockey de Rosario | 40 - 17           | CRAI              |

| Fecha 5 (28/9/24) | Fecha 5 (28/9/24) | Fecha 5 (28/9/24) |
| Local             | Resultado         | Visitante         |
| ----------------- | ----------------- | ----------------- |
| CRAI              | 17 - 15           | Los Tarcos        |
| Tala              | 29 - 37           | Jockey de Rosario |
| GER               | 28 - 53           | Lawn Tennis       |
| Urú Curé          | 33 - 35           | Los Tordos        |

| Fecha 6 (5/10/24) | Fecha 6 (5/10/24) | Fecha 6 (5/10/24) |
| Local             | Resultado         | Visitante         |
| ----------------- | ----------------- | ----------------- |
| Los Tarcos        | 28 - 40           | Los Tordos        |
| Lawn Tennis       | 34 - 7            | Urú Curé          |
| Jockey de Rosario | 27 - 30           | GER               |
| CRAI              | 20 - 49           | Tala              |

| Fecha 7 (19/10/24) | Fecha 7 (19/10/24) | Fecha 7 (19/10/24) |
| Local              | Resultado          | Visitante          |
| ------------------ | ------------------ | ------------------ |
| Tala               | 48 - 32            | Los Tarcos         |
| GER                | 35 - 38            | CRAI               |
| Urú Curé           | 25 - 28            | Jockey de Rosario  |
| Los Tordos         | 22 - 29            | Lawn Tennis        |

### Zona 2
| Equipos                  | Encuentros | Encuentros | Encuentros | Encuentros | Pts. Bonus | Pts. Bonus | Puntos |
| Equipos                  | PJ         | PG         | PE         | PP         | OF         | DF         | Puntos |
| ------------------------ | ---------- | ---------- | ---------- | ---------- | ---------- | ---------- | ------ |
| Jockey de Córdoba        | 7          | 6          | 0          | 1          | 3          | 1          | 28     |
| Córdoba Athletic         | 7          | 5          | 0          | 2          | 3          | 2          | 25     |
| Duendes                  | 7          | 5          | 1          | 1          | 2          | 0          | 24     |
| Marista                  | 7          | 4          | 0          | 3          | 1          | 1          | 18     |
| Santa Fe                 | 7          | 2          | 2          | 3          | 1          | 2          | 15     |
| CURNE                    | 7          | 2          | 0          | 5          | 0          | 2          | 10     |
| Tucumán Rugby            | 7          | 2          | 0          | 5          | 2          | 0          | 10     |
| Universitario de Córdoba | 7          | 0          | 1          | 6          | 0          | 2          | 4      |
|  | Clasificados a Semifinales. |

|  | Clasificados a Cuartos de final. |

|  | Reclasificacion TDI A-B 2025. |

### Resultados Zona 2
| Fecha 1 (31/8/24) | Fecha 1 (31/8/24) | Fecha 1 (31/8/24)        |
| Local             | Resultado         | Visitante                |
| ----------------- | ----------------- | ------------------------ |
| Córdoba Athletic  | 66 - 10           | CURNE                    |
| Marista           | 72 - 10           | Universitario de Córdoba |
| Jockey de Córdoba | 29 - 8            | Tucumán Rugby            |
| Santa Fe          | 22 - 22           | Duendes                  |

| Fecha 2 (7/9/24)         | Fecha 2 (7/9/24) | Fecha 2 (7/9/24)  |
| Local                    | Resultado        | Visitante         |
| ------------------------ | ---------------- | ----------------- |
| CURNE                    | 21 - 36          | Duendes           |
| Tucumán Rugby            | 19 - 30          | Santa Fé          |
| Universitario de Córdoba | 22 - 26          | Jockey de Córdoba |
| Córdoba Athletic         | 30 - 27          | Marista           |

| Fecha 3 (14/9/24) | Fecha 3 (14/9/24) | Fecha 3 (14/9/24)        |
| Local             | Resultado         | Visitante                |
| ----------------- | ----------------- | ------------------------ |
| Marista           | 31 - 26           | CURNE                    |
| Jockey de Córdoba | 10 - 6            | Córdoba Athletic         |
| Santa Fe          | 31 - 31           | Universitario de Córdoba |
| Duendes           | 38 - 22           | Tucumán Rugby            |

| Fecha 4 (21/9/24)        | Fecha 4 (21/9/24) | Fecha 4 (21/9/24) |
| Local                    | Resultado         | Visitante         |
| ------------------------ | ----------------- | ----------------- |
| CURNE                    | 33 - 23           | Tucumán Rugby     |
| Universitario de Córdoba | 10 - 32           | Duendes           |
| Córdoba Athletic         | 27 - 26           | Santa Fe          |
| Marista                  | 8 - 17            | Jockey de Córdoba |

| Fecha 5 (28/9/24) | Fecha 5 (28/9/24) | Fecha 5 (28/9/24)        |
| Local             | Resultado         | Visitante                |
| ----------------- | ----------------- | ------------------------ |
| Jockey de Córdoba | 55 - 21           | CURNE                    |
| Santa Fe          | 16 - 18           | Marista                  |
| Duendes           | 26 - 19           | Córdoba Athletic         |
| Tucumán Rugby     | 36 - 21           | Universitario de Córdoba |

| Fecha 6 (5/10/24) | Fecha 6 (5/10/24) | Fecha 6 (5/10/24)        |
| Local             | Resultado         | Visitante                |
| ----------------- | ----------------- | ------------------------ |
| CURNE             | 18 - 17           | Universitario de Córdoba |
| Córdoba Athletic  | 57 - 24           | Tucumán Rugby            |
| Marista           | 42 - 29           | Duendes                  |
| Jockey de Córdoba | 51 - 16           | Santa Fe                 |

| Fecha 7 (19/10/24)       | Fecha 7 (19/10/24) | Fecha 7 (19/10/24) |
| Local                    | Resultado          | Visitante          |
| ------------------------ | ------------------ | ------------------ |
| Santa Fé                 | 44 - 24            | CURNE              |
| Duendes                  | 37 - 36            | Jockey de Córdoba  |
| Tucumán Rugby            | 47 - 24            | Marista            |
| Universitario de Córdoba | 16 - 34            | Córdoba Athletic   |

## Fase Final

### Cuadro de desarrollo
|  | Cuartos de final  | Cuartos de final |                  |                   | Semifinales | Semifinales       |    |  | Final     | Final     |  |
|  | 26/10/2024        | 26/10/2024       |                  |                   | 2/11/2024   | 2/11/2024         |    |  | 9/11/2024 | 9/11/2024 |  |
|  |                   |                  |                  |                   |             |                   |    |  |           |           |  |
|  |                   |                  |                  |                   |             |                   |    |  |           |           |  |
|  | Jockey de Rosario | 12               |                  |                   |             |                   |    |  |           |           |  |
|  | Jockey de Rosario | 12               |                  |                   |             |                   |    |  |           |           |  |
|  | Duendes           | 25               |                  |                   |             |                   |    |  |           |           |  |
|  | Duendes           | 25               |                  | Jockey de Córdoba | 19          |                   |    |  |           |           |  |
|  |                   |                  |                  | Jockey de Córdoba | 19          |                   |    |  |           |           |  |
|  |                   |                  | Duendes          | 13                |             |                   |    |  |           |           |  |
|  |                   |                  | Duendes          | 13                |             |                   |    |  |           |           |  |
|  |                   |                  |                  |                   |             |                   |    |  |           |           |  |
|  |                   |                  |                  |                   |             |                   |    |  |           |           |  |
|  |                   |                  |                  |                   |             | Jockey de Córdoba | 24 |  |           |           |  |
|  |                   |                  |                  |                   |             |                   | 24 |  |           |           |  |
|  |                   |                  | Lawn Tennis      | 30                |             |                   |    |  |           |           |  |
|  |                   |                  | Lawn Tennis      | 30                |             |                   |    |  |           |           |  |
|  |                   |                  |                  |                   |             |                   |    |  |           |           |  |
|  |                   |                  |                  |                   |             |                   |    |  |           |           |  |
|  |                   | Lawn Tennis      | 24               |                   |             |                   |    |  |           |           |  |
|  |                   |                  | 24               |                   |             |                   |    |  |           |           |  |
|  |                   |                  | Córdoba Athletic | 15                |             |                   |    |  |           |           |  |
|  | Córdoba Athletic  | 25               | Córdoba Athletic | 15                |             |                   |    |  |           |           |  |
|  | Córdoba Athletic  | 25               |                  |                   |             |                   |    |  |           |           |  |
|  | Tala              | 16               |                  |                   |             |                   |    |  |           |           |  |
|  | Tala              | 16               |                  |                   |             |                   |    |  |           |           |  |
|  |                   |                  |                  |                   |             |                   |    |  |           |           |  |

### Cuartos de final
| 26/10/2024 | Jockey de Rosario | 12 - 25 | Duendes |  |  |

| 26/10/2024 | Córdoba Athletic | 25 - 16 | Tala |  |  |

### Semifinal
| 2/11/2024 | Lawn Tennis | 24 - 15 | Córdoba Athletic | La Caldera del Parque, San Miguel de Tucumán |  |

| 2/11/2024 | Jockey de Córdoba | 19 -13 | Duendes | Jockey Club Córdoba, Córdoba |  |

### Final
| 9/11/2024 | Jockey de Córdoba | 24 - 30 | Lawn Tennis | Jockey Club Córdoba, Córdoba |                          |
|           | 1. Facundo Díaz, 2. Leandro Nassif, 3. Octavio Filippa; 4. Santiago Toya, 5. Lautaro Ramírez, 6. Augusto Cugnini (C), 7. Gonzalo Maldonado, 8. Patricio Molina; 9. Nicolás Viola y 10. Facundo Rodríguez; 11. Manuel Carrara, 12. Gonzalo Massin, 13. Agustín Segura, 14. Santiago Cugnini; 15. Felipe Mallía; 16. Agustín Peralta, 17. Lisandro Rebori, 18. Francisco Etchegorry, 19. Juan Cruz Conde, 20. Lázaro Cugat, 21. Marcelo Blanco, 22. Julián Viola y 23. Lucas Busdrago. Entrenador: Javier Fiori Try (2)Manuel Carrara 31', 56' Facundo Rodríguez 60' Conversión (0/3) Facundo Rodríguez Penales (3/3) Facundo Rodríguez 20', 48', 75' | Reporte | 1. Mariano Bustamante, 2. Luis Salazar, 3. Agustín Iglesias, 4. Tomás Argüello, 5. Juan Cruz Calliera, 6. Pedro Bottini (C), 7. Ignacio Manino, 8. Miguel Mukdise, 9. Joaquín López Islas, 10. Nicolás Sánchez, 11. Lucas Solimo, 12. Stefano Ferro, 13. Juan Manino, 14. Facundo Novillo, 15. Matías Ferro; 16. Santiago Bellagamba, 17. Mariano Barrionuevo, 18. Rodrigo Navarro, 19. Ulises Giorgi, 20. Stefano Jogna Prat, 21. Santiago Sáleme, 22. José Gianotti, 23. Santiago Rez Masud. Entrenador: Álvaro Tejada Try Stéfano Ferro 24' (2)Facundo Novillo 36', 73' Conversión (2/2) Nicolás Sánchez 25', 37' (1/1) Matías Ferro 74' Penales (3/3) Nicolás Sánchez 12', 15', 71' Drop Goal (0/1) Nicolás Sánchez | Árbitro(s): Pablo Deluca     | Árbitro(s): Pablo Deluca |

Nota: Será local en el partido final del torneo Jockey de Córdoba por sorteo.
| Campeón Lawn Tennis |
|                     |